# آسیمه‌سر
«آسیمه‌سر» از ترانه‌های ایرانی است که اولین بار در آلبوم نون و دلقک با صدای محمد اصفهانی و آهنگسازی بابک بیات در سال ۱۳۸۱ اجرا شد.

## سازندگان
بابک بیات در مورد آسیمه‌سر و محمد اصفهانی می‌گوید:
آهنگ آسیمه‌سر را آن‌قدر نگاه داشتم تا یک صدای مناسب اجرا پیدا کنم و خوشحالم که این امانت را به صاحب اصلیش سپردم.
بامداد بیات در گفتگو با فرزاد حسنی این ترانه را نوعی عاشقانه اعتراضی مانند سایر کارهای پدرش بابک بیات دانست و محمد اصفهانی را خوانندهٔ مورد علاقه پدرش معرفی کرد. او ضمن اشاره به اینکه بابک بیات حساسیت زیادی روی دو ترانهٔ ولایت عشق و نیز آسیمه‌سر داشته گفت:
من از ابتدای جوانی و به لطف پدرم در موسیقی حضور دارم و کار می‌کنم. اما در خصوص «آسیمه‌سر» باید بگویم که کاری بسیار خاص است. من اتفاقاً گهگاه به کارهای قدیمی خودم و پدر مراجعه می‌کنم تا ببینم برای ملودی نوشتن برای ارکسترها چگونه باید کار کنم. باید بگویم در خصوص این ترانه «آسیمه‌سر» ملودی‌هایی را که برای سازهای ویولن و ویلنسل نوشته شده است، نوازندگان بسیار عالی نواخته‌اند [...] از نوازنده‌های ویولن این اثر می‌توانم به همایون رحیمیان و علی جعفری پویان اشاره کنم و نوازنده ویلنسل‌کار هم استاد کریم قربانی و نوازنده فلوت‌کار استاد رحیمی بود. جالب است بگویم که نوازنده تار این اثر که در اول کار به وضوح می‌توان آن را شنید آریا عظیمی‌نژاد است که خود این روزها از آهنگسازان زبده و برتر موسیقی است که در سال ۱۳۸۱ به عنوان نوازنده تار در خدمتش بودیم [...] وقتی که من ترانهٔ آسیمه‌سر را در انتها تنظیم می‌کردم دوست داشتم این حالت آسیمه‌سری و سرگشتگی و سرگردانی را در تمام لحظات کار به وجود آورم و شنونده این حالت را حس کند. از این رو تنظیم کار را بر اساس همین حالت پایه‌گذاری کردم. حواسم هم به این بود که حس آسیمه‌سری و سرگشتگی و سرگردانی برای شنونده آشکار باشد که فکر می‌کنم این اتفاق افتاده است.

## سایر اجراها
این ترانه در قسمت ششم و نیز قسمت آخر برنامهٔ آوای جادویی توسط یکی از شرکت‌کنندگان (وحید عباسی) اجرا شد.